# Списак шетњи свемиром од 2015.
Овај списак садржи све шетње свемиром спроведене од почетка 2015. године, током којих су космонаути делом или у целости напустили свемирску летелицу. До 12. априла 2020. године 228 космонаута је учествовало у шетњама свемиром, од укупно 565 људи који су до тада боравили у ниској Земљиној орбити. Само 15 жена је учествовало у шетњама свемиром, углавном зато што су свемирска одела превелика за већину жена.

## Шетње у периоду 2015—2019. г.
Почетак и крај шетње дат је по универзалном времену (УТЦ).

#### Шетње свемиром током 2015. г.
| #    | Свемирска летелица | Учесници | Почетак (УТЦ)            | Крај (УТЦ)               | Трајање          |
| 374. | МСС Експедиција 42 | Бари „Буч“ Вилмор Тери Вертс | 21. фебруар 2015. 12.45  | 21. фебруар 2015. 19.26  | 6 сати 41 минут  |
| 374. | МСС Експедиција 42 | Прва од три шетње свемиром током којих ће Вилмор и Вертс у суштини бити електричари станице — разводиће каблове укупне дужине преко 200 метара по спољашњости станице и измениће распоред електричних инсталација као припрему за уградњу међународних адаптера за пристајање (енгл. International Docking Adapter, IDA) на два пресуризована адаптера за спајање (енгл. Pressurized Mating Adapter, PMA) америчког сегмента МСС. Адаптери биће уграђени средином 2015. године, и од 2017. ће на њих пристајати америчке комерцијалне капсуле за превоз посаде CST-100 и Драгон V2. Излазак у отворени свемир је каснио око пола сата јер су астронаути обукли свемирска одела са новоразвијеним деловима (серијски број 3003 и 3005), па је процес припреме трајао дуже него што је планирано. Вилмор је носио одело са црвеним пругама и ово је његова друга по реду шетња свемиром, док је Вертс носио одело без пруга и по први пут је изашао у отворени свемир. У процесу облачења помагали су им Саманта Кристофорети и Антон Шкаплеров. По изласку из хипобаричне коморе Квест астронаути су прешли на предњи део станице, до предњег краја модула Хармони. Ту су прво поставили бакарне жице на неколико места дуж трасе којом ће касније развести каблове, и уз помоћ тих жица их везати за екстеријер станице. Затим су, око 90 минута након почетка шетње, прешли на скидање једног од панела за заштиту од удара микрометеорида, на левој страни предњег краја модула Хармони, који је био причвршћен помоћу три вијка, а испод којег су били стари електрични каблови и конектори. Старе каблове су успешно одвојили, а затим су на њихово место поставили нове. У том тренутку астронаути су већ били 18 минута испред планираног распореда, и поред кашњења са почетком шетње. Након спајања нових каблова панел су вратили на место, а затим исти поступак поновили на десној страни предњег краја модула Хармони. По завршетку тог посла, Вилмор и Вертс су прешли на развођење каблова између те локације и задњег краја лабораторије Дестини. Овај део посла заузео је највише времена астронаутима, али су на крају успешно развели осам каблова укупне дужине око 103 метра. Пошто су били испред предвиђеног распореда, одрадили су и један задатак који је био заказан за почетак наредне шетње. Видео (Анимација) |                          |                          |                  |
| 375. | МСС Експедиција 42 | Бари „Буч“ Вилмор Тери Вертс | 25. фебруар 2015. 11.51  | 25. фебруар 2015. 18.34  | 6 сати 43 минута |
| 375. | МСС Експедиција 42 | Вилмор и Вертс поново су изашли како би заједно радили на развођењу каблова око пресуризованог модула за пристајање, а након тога Вертс се бавио подмазивањем врха роботске руке Канадарм2, док је Вилмор одрађивао неколико послова на модулу Тренквилити. Вилмор је поново носио одело са црвеним пругама, док је Вертс носио одело без пруга. По изласку из хипобаричне коморе Квест астронаути су отишли на исто радно место као и пар дана раније, до PMA–2. Први задатак био им је да заједно уклоне заштитну тканину са кружног поклопца за пристајање, која је овај поклопац штитила од прашине и микрометеороида. Астронаути су брзо обавили тај задатак и тканину су затим упаковали у велику торбу коју су затим прикачили за оближњи рукохват. Након тога, Вертс је отишао до лабораторије Дестини и раздвојио спојницу на каблу којим се електрична енергија доводила до PMA–2, како би астронаути могли да заврше спајање свих каблова у безнапонском стању. Затим се Вертс придружио Вилмору и заједно су завршили развођење каблова и њихово спајање са одређеним конекторима, започето током претходне шетње. Када су тај посао успешно завршили, Вертс се вратио и поново спојио кабал код лабораторије Дестини, а контролори са Земље су јавили да сви повезани каблови раде номинално. Астронаути су затим спаковали сав алат на локацији PMA–2, и заједно са великом торбом у коју су спаковали заштитну тканину га вратили у хипобаричну комору. Одатле су покупили други алат који ће им бити потребан за остале задатке. Вертс је затим прешао до екстерне платформе за складиштење у близини модула Квест, где је расклопио платформу за ноге на коју се затим „попео“. Саманта Кристофорети је унутар станице управљала руком Канадарм2 и поставила је у оптималан положај тако да Виртс може радити на подмазивању њеног врха. За овај посао направљено је неколико импровизованих алата, на које је Вертс наносио маст за подмазивање и успешно подмазао све елементе. Притом су нека места била унутар самом механизма руке, тако да је Вертс морао да их подмаже „по осећају“, јер није могао да види сам елеменат који подмазује. Док је Виртс радио на подмазивању руке Канадарм2, Вилмор је у комори Квест покупио свој сет алата и упутио се ка модулу Тренквилити. Прво је уклонио вентил који се налазио у близини предњег отвора модула Тренквилити, а који би сметао при релокацији модула са доњег отвора модула Јунити. Затим је уклонио и један рукохват, из истог разлога. Након тога, Вилмор је уклонио стеге са механизма за спајање на овом отвору, које су га током лансирања штитиле од јаких вибрација. Затим је отворио платнену заштиту са малог прозора на средини овог отвора, како би кроз њега астронаути могли да наводе роботску руку при премештању модула PMM. Контролори са Земље су затим тестирали механизам за спајање, а Вилмор је потврдио да он ради. Затим је исти поступак поновљен на задњем поклопцу модула Тренквилити, на који ће бити инсталиран експериментални модул на надувавање (енгл. Bigelow Expandable Activity Module, BEAM). Овим поступком станица је у суштини добила још два прозора кроз које астронаути имају поглед на екстеријер станице. По распореду шетње, требало је да се Вилмор и Вертс врате у комору и заврше шетњу, али пошто су били 75 минута испред распореда контролори су уз сагласност астронаута решили да одраде и један задатак предвиђен за наредну шетњу. Вилмор и Вертс су поставили везе од бакарне жице којима ће причврстити каблове које ће разводити током наредне, треће по реду шетње свемиром за овај двојац. Након што су успешно одрадили и овај посао, астронаути су се упутили ка хипобаричној комори Квест. Међутим, по уласку у хипобаричну комору и почетку процеса репресуризације, Вертс је контроли јавио да му се на површини визира накупила мања количина воде. По повратку у станицу Саманта и Антон су му помогли да скине кацигу, након чега је Тери приметио да му је влажна и „Снупи“ капа. Све је документовано камером, а Вертс је затим воду покупио шприцом и испоставило се да је укупна количина воде износила само око 15 ml. Контролори су потврдили да ово није нова појава, и да се у прошлости у шест наврата десило да се током процеса репресуризације вода кондензује у кациги због нагле промене температуре одела по повратку из вакуума. Видео (Анимација) |                          |                          |                  |
| 376. | МСС Експедиција 42 | Тери Вертс Бари „Буч“ Вилмор | 1. март 2015. 11.52      | 1. март 2015. 17.30      | 5 сати 38 минута |
| 376. | МСС Експедиција 42 | Трећи излазак у отворени свемир за Вертса и Вилмора у свега осам дана. Овог пута Вертс је носио одело са црвеним пругама, док је Вилмор носио одело без пруга. Задатак астронаута је био да разведу преко 120 метара (400 стопа) каблова од лабораторије Дестини до и сегмента греде, а затим да на ове сегменте уграде антене система под називом Common Communications for Visiting Vehicles, или скраћено C2V2, који ће комерцијалне капсуле са посадом користити током приласка станици. Астронаути су из коморе понели носаче са антенама. Вертс се упутио ка сегменту греде (port — лево), а Вилмор се упутио ка сегменту (starboard — десно). Око сат времена након почетка шетње астронаути су завршили са уградњом антена и били су мало испред распореда. Затим су се оба астронаута вратила до хипобаричне коморе Квест, где су покупили каблове на посебно конструисаним моталицама. Онда су један крај тих каблова повезали са модулом Дестини, а затим су се упутили ка сегменту греде и успут су причвршћивали кабал за рукохвате уз помоћ бакарних жица које су поставили у претходној шетњи. Успешно су повезали каблове са антеном, и затим уградили пар ретрорефлектора, који ће капсулама служити за одређивање удаљености од станице. Онда су се вратили до коморе и поновили исти поступак за другу антену. Након завршетка овог посла били су око 90 минута испред распореда. Вилмор се вратио у комору, док је Вертс покупио одређени алат и неколико торби и све их заједно спаковао у једну велику торбу, а затим се и он упутио назад у комору Квест и тиме се закључила трилогија шетњи овог двојца у свега осам дана. Унутар Вертсовог одела поново се појавила мања количина воде, али мање него при претходној шетњи. Видео (Анимација) |                          |                          |                  |
| 377. | МСС Експедиција 44 | Генадиј Падалка Михаил Корнијенко | 10. август 2015. 14.20   | 10. август 2015. 19.51   | 5 сати 31 минут  |
| 377. | МСС Експедиција 44 | Падалка и Корнијенко су прво поставили два ужета између удаљених рукохвата како би се убудуће космонаути током шетњи свемиром лакше кретали по спољашњости руског сегмента станице. Након тога прешли су на чишћење једног од прозора модула Звезда, који је запрљан издувима из млазница ракетних мотора којима се регулише орбитална висина МСС. За овај посао инжењери на Земљи су им конструисали посебан алат који ће им олакшати чишћење (процес је највише личио полирању аутомобила воском), и овај алат биће враћен на Земљу како би се испитао састав прљавштине. Затим су прешли на замену вијака који причвршћују термалне покрове на антенама, јер су се стари вијци олабавили. Једну од антена космонаути су уклонили и заменили је новом, а стару су одбацили да сагори у атмосфери. Током целе шетње космонаути су повремено фотографисали екстеријер руских модула станице. Ово је стандардна процедура, јер тако инжењери могу анализом фотографија да провере да ли је дошло до удара микро-метеорида или до деградације изолације на неким местима. Космонаути су ефикасно завршили све задатке, тако да је шетња завршена сат времена раније него што је планирано. Ово је била 10. по реду шетња за Падалку, по чему је тренутно на другом месту у историји шетњи свемиром. Видео |                          |                          |                  |
| 378. | МСС Експедиција 45 | Скот Кели Чел Линдгрен | 28. октобар 2015. 12.03  | 28. октобар 2015. 19.19  | 7 сати 16 минута |
| 378. | МСС Експедиција 45 | Ово је била прва шетња у каријери за оба астронаута. Кели је први напустио хипобаричну комору Квест, и носио је одело са црвеним пругама, док је Линдгрен носио одело без пруга. Астронаути су покупили сав потребан материјал и упутили се ка својим радним местима. Скот је отишао до кутије са главним прекидачима која контролише проток струје од соларних панела ка станици; ова кутија је престала са радом и тренутно се користи резервна, а Скот је уклонио делове изолације како би могла роботски да се скине и касније унесе унутар станице ради инспекције и евентуалне поправке. У исто време, Чел се упутио ка десном крају греде станице, на којем се налази алфа-магнетни спектрометар. Инжењери на Земљи су приметили да постоји проблем са термалном контролом, па је Линдгрен уградио пар термалних покрова за које инжењери сматрају да ће помоћи у регулацији температуре самог инструмента. Чел је затим прешао на следећи задатак — развођење каблова за напајање и пренос података који ће се користити за нови систем за пристајање који ће бити уграђен 2017. године. У једном тренутку, астронаут Трејси Колдвел-Дајсон (која је током ове шетње била веза астронаута у контроли мисије у Хјустону) затражила је од Линдгрена да прочита ознаке на једном од каблова, што је он и учинио, али је рекао да није сигуран јер су бројеви поприлично излизани. Трејси је на то одговорила рекавши му да „то није ни чудно с обзиром колико су ти каблови дуго у свемиру”, и нашалила се да су „достављени на станицу када је он још био у пеленама”. На то је Чел одговорио „па ја сам ЈОШ у пеленама”, насмејавши све у контроли мисије (астронаути током шетњи свемиром носе посебне пелене унутар својих свемирских одела за случај нужде). Док је Линдгрен радио са кабловима, Кели је прешао на подмазивање хватаљке роботске руке Канадарм 2. Подмазао је већину делова, али је морао да ради по осећају, јер су ти делови унутар механичког склопа руке, а то је веома тежак задатак када се носи незграпно свемирско одело. Пошто је шетња трајала дуже од очекиваног, а астронаути су обавили већи део задатака, контролори су одлучили да спакују сав алат и полако се врате у хипобаричну комору. Инсталација једног сигурносног вентила одложена је за неки од наредних излазака у отворени свемир. По повратку у комору унутар Линдгреновог одела почео је незнатно да расте ниво CO2, тако да су Кимиа Јуи и космонаути Сергеј Волков и Олег Кононенко прво њему скинули одело, а затим су исто урадили и Скоту Келију. Шетња је проглашена успешном. Видео (Анимација) |                          |                          |                  |
| 379. | МСС Експедиција 45 | Чел Линдгрен Скот Кели | 6. новембар 2015. 11.22  | 6. новембар 2015. 19.10  | 7 сати 48 минута |
| 379. | МСС Експедиција 45 | Ово је била друга шетња у само девет дана за оба астронаута. Овог пута Линдгрен је носио одело са црвеним пругама, док је Кели носио одело без пруга. Из хипобаричне коморе Квест први је изашао Чел, и одмах се упутио на њену зенит страну где је покупио алат. Пратио га је Кели који је свој алат изнео са собом из коморе. Затим су се упутили ка свом радном месту на сегменту греде станице. Када су тамо стигли, почели су са радом на допуни расхладног система амонијаком, што је трајало око 20 минута. Чел је затим уз помоћ шафилице склопио резервни радијатор, који је био у употреби од 2013. када је дошло до цурења амонијака у примарном систему. Тада су астронаути током шетње расхладни систем пребацили на резервни, заједно са резервним радијатором. Касније је установљено да је квар на другом месту, тако да су Чел и Линдгрен током ове шетње имали задатак да поново ставе у употребу примарни расхладни систем. Док је Чел радио на радијатору, Кели је радио на колицима за транспорт материјала по греди, а затим је и причврстио подупираче на једном делу греде, где су инжењери приметили појачане вибрације. Последњи задатак астронаута био је да склопљени резервни радијатор осигурају резама и преко поставе заштитну навлаку, али су контролори установили да за то неће имати времена, тако да је Чел поново употребио шафилицу и расклопио радијатор. Посао његовог склапања одрадиће се током неке од наредних свемирских шетњи. Шетња је трајала око сат времена дуже од планираних шест и по сати, али је проглашена успешном јер су одрађени сви примарни задаци. Видео (Анимација) |                          |                          |                  |
| 380. | МСС Експедиција 46 | Скот Кели Тимоти Копра | 21. децембар 2015. 12.45 | 21. децембар 2015. 16.01 | 3 сата 16 минута |
| 380. | МСС Експедиција 46 | Ово је била непланирана шетња, и њен главни циљ био је да се ослободи мала платформа („колица”) која се креће по шинама греде станице, а која се заглавила само десетак центиметара од места на којем је требало да је преузме роботска рука. Контролори мисије одлучили су да је боље спровести шетњу пре доласка аутоматског брода за снабдевање Прогрес, чије је лансирање планирано за 21. децембар, а пристајање два дана касније. Због тога је шетња на брзину испланирана и одлучено је да се спроведе 21. децембра, само пар сати након лансирања Прогреса са космодрома Бајконур. Скот Кели носио је одело са црвеним пругама, и ово му је био трећи излазак у отворени свемир током једногодишње мисије на МСС, док је Тим Копра носио одело без пруга и ово му је био други излазак у отворени свемир, само пар дана по доласку на МСС. Тимоти Пик и Сергеј Волков помогли су двојици астронаута да обуку кабаста одела. По изласку из хипобаричне коморе Квест астронаути су се одмах упутили до греде станице где су померили ручне кочнице које су блокирале кретање „колица”. Пошто су тај посао одрадили релативно брзо, одлучено је да астронаути одраде и неколико послова који су били заказани за следећи планиран излазак почетком 2016. Кели је развео још један пар каблова, чије је постављање започето током шетње у новембру, док је Копра развео етернет кабал који ће се повезати са руским истраживачким модулом Наука када пристигне на станицу. Након тога су покупили и кутије са алатом које су остале „напољу” како би могли тај алат да користе при следећој шетњи. Шетња је трајала мало више од три сата, око пола сата краће од предвиђеног. Видео (шетња почиње на 6:00:50) |                          |                          |                  |

#### Шетње свемиром током 2016. г.
| #    | Свемирска летелица | Учесници | Почетак (УТЦ)            | Крај (УТЦ)               | Трајање          |
| 381. | МСС Експедиција 46 | Тимоти Копра Тимоти Пик | 15. јануар 2016. 12.48   | 15. јануар 2016. 17.31   | 4 сата 43 минута |
| 381. | МСС Експедиција 46 | Ово је био трећи излазак у отворени свемир за Копру, а при за Пика, који је уједно постао и први Британац који је шетао свемиром. Копра је носио одело са црвеним пругама, док је Пик носио одело без пруга (скроз бело). Примарни задатак шетње био је да се замени регулатор напона (енгл. Sequential Shunt Unit, SSU) на струјном кругу 1Б, који је прегорео 13. новембра 2015. МСС поседује осам оваквих регулатора (и осам струјних кругова), и може без проблема да функционише са седам, али би у случају да још један откаже поједини системи станице морали да се угасе. Регулатори су величине осредњег путног кофера, и имају масу од око 100 килограма; они прихватају сву електричну енергију коју соларни панел произведе и претварају је у 160 V једносмерне струје; овај напонски ниво прослеђује енергију до система станице, који је додатно спуштају на 120 V. Вишак енергије који се не потроши враћа се до регулатора и ослобађа као топлота. Веза астронаута у контроли мисије био је астронаут Рид Вајзман, који је 2013. учествовао у шетњи током које је такође замењен један регулатор. Хипобаричну комору Квест први је напустио Копра, који је са собом понео резервни део. За њим је изашао Пик (којег је Копра фотографисао за успомену) који је са собом понео велику торбу са кабловима, чије је развођење био други задатак шетње. Када је кроз прозор видео Британца, Скот Кели му је преко радија поручио: „Хеј Тим, баш је кул видети британску заставу како излази напоље. Истраживала је по целом свету, а сада истражује свемир”. Оба астронаута отишла су до крајње десног сегмента греде МСС, где се налазио покварени SSU. Припремили су се за замену, а затим сачекали да станица уђе у ноћни сегмент орбите, што је било неопходно из сигурносних разлога (панели производе велику количину енергије када су осунчани и се доста загреју од протицања струје). Копра је помоћу гидоре отпустио вијак који држи у месту, а затим га шафилицом скроз одвио. Пик му је додао нови SSU, који је без проблема уграђен. Када су примарни задатак успешно обавили, прешли су на остале послове — Пик је почео са развођењем каблова у близини лабораторије Дестини, док је Копра прешао на уградњу малог вентила. Након мањих потешкоћа због скученог простора (између два модула) Копра је успешно уградио вентил. Међутим, тада је приметио мехур воде у кациги свог одела, и осетио да се задњи део комуникационе капе мало натопио водом. Контролори мисије одлучили су да шетњу одмах прекину из предострожности. Астронаути су се вратили до коморе Квест где су их спремно чекали Скот Кели и три руске колеге (Волков, Маленченко и Корнијенко), који су Копри помогли да брзо скине кацигу. Затим су све детаљно фотографисали, и обојицу „шетача” извукли из свемирских одела. Видео (Анимација) |                          |                          |                  |
| 382. | МСС Експедиција 46 | Јуриј Маленченко Сергеј Волков | 3. фебруар 2016. 12.55   | 3. фебруар 2016. 17.40   | 4 сата 45 минута |
| 382. | МСС Експедиција 46 | За овај излазак у отворени свемир руски космонаути носили су одела Орлан М и оба су била са плавим пругама. Била је ово четврта шетња свемиром у каријери за Волкова, а шеста за Маленченка, који је своју прву шетњу свемиром спровео још током 1990-их на свемирској станици Мир. Шетња је спроведена из модула Пирс руског сегмента станице. Након што је притисак унутар модула сведен на вакуум космонаути су своја свемирска одела пребацили на унутрашње напајање, а затим и отворили врата. Први је изашао Волков, са задатком да ретроградно од станице симболично ослободи USB меморију на којој су поруке и видео снимци које су космонаути у мају 2015. на станици снимили у част 70. годишњице победе у Другом светском рату. Меморија је увијена у два стара пешкира који више нису потребни на станици, како би имала довољну масу да падне ка Земљи и изгори, да не би постала део свемирског отпада у орбити. Након тога, космонаути су прикупили узорке са спољашњости врата модула Пирс, као и са механизма за затварање и отварање поклопца прозора бр. 8 сервисног модула Звезда. Затим су прешли на главни задатак шетње, а то је прикупљање експеримента агенције ЕСА. Овај експеримент излаже биолошке и биохемијске узорке негостољубивим условима свемира. Када су успешно уклонили тај експеримент, на његово место уградили су нови — рус. Выносливость (издржљивост), којим се испитује утицај свемирског окружења на разне материјале. На другој страни модула заменили су касету другог експеримента са сличним циљем. Последњи задатак на тој локацији био је да се један од инструмената, који мери кретање издувних гасова из ракетних мотора станице, заротира 90 степени како би прикупио опсежнија мерења. Последњи задатак космонаута био је да спроведу експеримент рус. Реставрация (рестаурација, обнова). У склопу овог експеримента Маленченко је посебно конструисаним алатом на различите материјале наносио слој заштитне фолије. На основу прикупљених података инжењери ће видети да ли је могуће одређене делове екстеријера руских модула пресвући заштитном фолијом, како би се њихов животни век додатно продужио. Током овог посла космонаути су имали мањих проблема са фолијом која се пар пута заглавила унутар алата, тако да су заједно морали да га отворе и одглаве је. Тиме су Волков и Маленченко завршили све задатке, па су се око 45 минута пре планираног времена вратили у модул Пирс и затворили врата, чиме је шетња окончана. Видео (Анимација) |                          |                          |                  |
| 383. | МСС Експедиција 48 | Џефри Вилијамс Кетлин Рубинс | 19. август 2016. 12.04   | 19. август 2016. 18.02   | 5 сати 58 минута |
| 383. | МСС Експедиција 48 | Ово је био четврти излазак у отворени свемир за Вилијамса, који је носио одело са црвеним пругама, а први за Кејт Рубенс, која је носила одело без пруга. По изласку кроз врата хипобаричне коморе Квест, упутили су се до платформе за екстерно складиштење 2 (енгл. External stowage platform 2, ESP 2) где је Кејт покупила постоље, а затим су се преко лабораторије Дестини упутили ка „предњем” сегменту станице. Џеф је своје постоље узео са европског модула Колумбо. Први задатак астронаута био је да причврсте своја постоља која ће касније користити да лакше раде на уградњи међународног адаптера за пристајање (енгл. International Docking Adapter, IDA), што је био примарни циљ шетње. Након тога, привремено су причврстили адаптер помоћу трегера, након чега се роботска рука која га је држала у месту одмакла. Кејт и Џеф су затим повезали електричне инсталације и каблове за пренос података, након чега је јапански астронаут Такуја Ониши из унутрашњости станице дао команду да се куке адаптера покрену и трајно га причврсте за МСС. Затим су астронаути повезали још неколико каблова и уградили два ретрорефлектора која ће летелице користити за навигацију при приласку станици. Када су завршили са тим, Кејт и Џеф прешли су на развођење каблова за следећи адаптер. При крају тог посла Џеф је почео слабије да чује преко својих слушалица, па су контролори решили да шетњу заврше јер су сви задаци успешно обављени. Након повратка у станицу, Ониши и космонаут Анатолиј Иванишин помогли су им да скину свемирска одела. Видео (Анимација) |                          |                          |                  |
| 384. | МСС Експедиција 48 | Џефри Вилијамс Кетлин Рубинс | 1. септембар 2016. 11.53 | 1. септембар 2016. 18.41 | 6 сати 48 минута |
| 384. | МСС Експедиција 48 | Само две седмице након прве заједничке шетње, Џеф и Кејт поново су изашли у отворени свемир. И овог пута Џеф је носио одело са црвеним пругама, док је Кејт носила одело без пруга. По изласку из хипобаричне коморе обоје су се упутили ка соларним панелима на левој страни греде станице. Први и најважнији задатак ове шетње био је да се скупи радијатор који је отворен када је дошло до проблема са једним од стандардних радијатора на станици. Пошто је проблем са претходним отклоњен, овај је требало скупити. Кејт је надгледала, а Џеф је помоћу модификоване шафилице (енгл. Pistol Grip Tool) скупио радијатор. Након тога, заједно су навукли термалну заштиту (покров) преко склопљеног радијатора и учврстили је. Следећи посао за Џефа била је уградња нове екстерне камере у високој дефиницији (HD). Прво се попео на роботску руку којом је управљао Такуја Ониши, а затим је заменио покварени рефлектор и уградио нову камеру. Пошто је посао одрадио веома брзо, контролори су одлучили да угради и другу идентичну камеру на другом крају греде станице. И овај посао Џеф је успешно одрадио. У међувремену, Кејт је отишла до левог лежаја соларних панела и спровела детаљну инспекцију, а успут је дотезала вијке који су се временом олабавили. Након завршених свих задатака и неколико додатних, Џеф и Кејт су се вратили у комору Квест, чиме је шетња завршена. Видео (Анимација) |                          |                          |                  |

#### Шетње свемиром током 2017. г.
| #    | Свемирска летелица | Учесници | Почетак (УТЦ)           | Крај (УТЦ)              | Трајање          |
| 385. | МСС Експедиција 50 | Роберт Кимбро Пеги Витсон | 6. јануар 2017. 12.23   | 6. јануар 2017. 18.55   | 6 сати 32 минута |
| 385. | МСС Експедиција 50 | Кимбро и Витсон уградили су три нове батерије, које мењају шест старих. Видео (Анимација) |                         |                         |                  |
| 386. | МСС Експедиција 50 | Роберт Кимбро Тома Песке | 13. јануар 2017. 12.22  | 13. јануар 2017. 17.20  | 5 сати 58 минута |
| 386. | МСС Експедиција 50 | Кимбро и Песке наставили су посао започет седам дана раније и уградили још три нове батерије. Овим је завршена замена половине батерија Међународне свемирске станице. Астронаути су замену батерија одрадили за само три сата уместо планираних шест, па су успели да одраде и неколико додатних послова као припрему за будуће шетње. Видео (Анимација) |                         |                         |                  |
| 387. | МСС Експедиција 50 | Роберт Кимбро Тома Песке | 24. март 2017. 11.24    | 24. март 2017. 17.58    | 6 сати 34 минута |
| 387. | МСС Експедиција 50 | Кимбро и Песке извршили су припреме за релокацију адаптера за пристајање PMA. Након тога уградили су још две камере високе резолуције, а затим прешли на подмазивање врха роботске руке Канадарм 2. Песке је на крају извршио инспекцију вентила којима се контролише протицање амонијака кроз расхладни систем станице. Видео |                         |                         |                  |
| 388. | МСС Експедиција 50 | Роберт Кимбро Пеги Витсон | 30. март 2017. 12.29    | 30. март 2017. 19.33    | 7 сати 4 минута  |
| 388. | МСС Експедиција 50 | Кимбро и Витсон радили су на опремању једног од отвора модула Тренквилити металним штитовима и термалним покривкама. Након тога прешли су на недавно премештени адаптер и на њега уградили сличну опрему и повезали га на напајање станице. На крају су извршили инспекцију надир отвора модула Хармони. Видео |                         |                         |                  |
| 389. | МСС Експедиција 51 | Пеги Витсон Џек Фишер | 12. мај 2017. 13.08     | 12. мај 2017. 17.21     | 4 сата 13 минута |
| 389. | МСС Експедиција 51 | Витсон и Фишер заменили су кутију са авиоником која управља једном од палета са експериментима на екстеријеру станице. Затим су уградили микрометеоридни штит на предњи сегмент адаптера PMA−3. Након тога уградили су термалне облоге на Алфа-магнетни спектрометар и на малу роботску руку која се налази на јапанском модулу станице. Видео |                         |                         |                  |
| 390. | МСС Експедиција 51 | Пеги Витсон Џек Фишер | 23. мај 2017. 12.20     | 23. мај 2017. 15.06     | 2 сата 46 минута |
| 390. | МСС Експедиција 51 | Витсон и Фишер заменили су мултиплексер-демултиплексер (МДМ) који је отказао пар дана раније. На станици постоји резервни МДМ, али су контролори на Земљи одлучили да се одмах спроведе свемирска шетња и покварени део замени како би се обезбедила резерва. Након што су овај задатак успешно завршили, Витсон и Фишер уградили су још две антене за бежичну комуникацију које ће обезбедити бољу комуникацију са астронаутима током шетњи, као и бољи пренос видео сигнала са кацига њихових свемирских одела. Видео |                         |                         |                  |
| 391. | МСС Експедиција 52 | Фјодор Јурчихин Сергеј Ризански | 17. август 2017. 14.36  | 17. август 2017. 22.10  | 7 сати 34 минута |
| 391. | МСС Експедиција 52 | Јурчихин и Ризански лансирали су пет малих сателита, уградили су адаптер на сензор модула Поиск, сакупили су узорке са спољашњих површина прозора руског сегмента станице. Ово је уједно био први пут да је коришћено ново руско свемирско одело са ознаком „МКС”. Видео |                         |                         |                  |
| 392. | МСС Експедиција 53 | Рендолф Брезник Марк Т. Ванде Хај | 5. октобар 2017. 12.05  | 5. октобар 2017. 19.00  | 6 сати 55 минута |
| 392. | МСС Експедиција 53 | Брезник и Ванде Хај скинули су хватаљку на крају главне роботске руке станице (Канадарм2) и заменили је резервном која се налазила на екстерној платформи са резервним деловима. Замена је била неопходна јер је пар седмица раније хватаљка престала да ради. Остатак времена провели су активирајући нови део. |                         |                         |                  |
| 393. | МСС Експедиција 53 | Рендолф Брезник Марк Т. Ванде Хај | 10. октобар 2017. 11.56 | 10. октобар 2017. 18.22 | 6 сати 26 минута |
| 393. | МСС Експедиција 53 | Брезник и Ванде Хај почели су шетњу уградњом две нове камере. Након тога подмазали су навоје хватаљке роботске руке коју су уградили пар дана раније. Затим су на још једној камери заменили сочиво, а последњи задатак био је уклањање два рукохвата. |                         |                         |                  |
| 394. | МСС Експедиција 53 | Рендолф Брезник Џозеф Акаба | 20. октобар 2017. 11.47 | 20. октобар 2017. 18.36 | 6 сати 49 минута |
| 394. | МСС Експедиција 53 | Брезник и Акаба заменили су осигурач на управљачкој кутији роботске руке. Затим су уградили још једну нову камеру високе дефиниције и припремили роботску руку за будуће активности. |                         |                         |                  |

#### Шетње свемиром током 2018. г.
| #    | Свемирска летелица | Учесници | Почетак (УТЦ)            | Крај (УТЦ)               | Трајање          |
| 395. | МСС Експедиција 54 | Марк Т. Ванде Хај Скот Тингл | 23. јануар 2018. 11.49   | 23. јануар 2018. 19.13   | 7 сати 24 минута |
| 395. | МСС Експедиција 54 | Ванде Хај и Тингл су заменили врх роботске руке Канадарм2, који је у претходних неколико месеци почео успорено да ради, а повремено није радио уопште. Врх је замењен резервним, а стари је унет у станицу како би био враћен на Земљу и детаљно испитан узрок квара. |                          |                          |                  |
| 396. | МСС Експедиција 54 | Александар Мисуркин Антон Шкаплеров | 2. фебруар 2018. 15.34   | 2. фебруар 2018. 23.47   | 8 сати 13 минута |
| 396. | МСС Експедиција 54 | Мисуркин и Шкаплеров заменили су електронску кутију за комуникацију на задњој страни модула Звезда. Стара кутија није била намењена за вађење, тако да су космонаути имали проблема да је уклоне, али су на крају успели. На њено место уградили су нову, која је опремљена најмодернијом електроником и која ће повећати проток података и моћи ће да комуницира са контролом мисије на Земљи преко руских комуникационих сателита најновије генерације. Са трајањем од 8 сати и 13 минута ова шетња оборила је претходни рекорд у дужини руске свемирске шетње, постављен 2013. године, за 6 минута.                                          |                          |                          |                  |
| 397. | МСС Експедиција 54 | Марк Т. Ванде Хај Норишиге Канај | 16. фебруар 2018. 12.00  | 16. фебруар 2018. 17.57  | 5 сати 57 минута |
| 397. | МСС Експедиција 54 | Ванде Хај и Канаи привели су крају посао који су астронаути већином одрадили током првог изласка у свемир у јануару. Такође су заменили камеру на врху роботске руке, уградили флексибилне траке за причвршћивање и подмазали лежајеве врха Канадарм2. Одрадили су и пар задатака који су били планирани за неку од наредних шетњи, а тичу се редовног одржавања спољашњости станице. |                          |                          |                  |
| 398. | МСС Експедиција 55 | Ендру Фјустел Ричард Арнолд | 29. март 2018. 13.33     | 29. март 2018. 19.43     | 6 сати 10 минута |
| 398. | МСС Експедиција 55 | Фјустел и Арнолд су током ове шетње уградили две антене за бежични пренос података на екстеријер модула Тренквилити. Ове антене омогућиће стабилнији сигнал са видео-камера које астронаути носе на кацигама током шетњи. |                          |                          |                  |
| 399. | МСС Експедиција 55 | Ендру Фјустел Ричард Арнолд | 16. мај 2018. 11.39      | 16. мај 2018. 18.10      | 6 сати 31 минут  |
| 399. | МСС Експедиција 55 | Фјустел и Арнолд су као примарни задатак шетње преместили подсклоп пумпе за контролу протока (енгл. Pump Flow Control Subassembly) са платформе за резервне делове на роботску руку Декстре. Овај подсклоп покреће и контролише циркулацију расхладне течности (амонијака) по екстеријеру МСС. Након тога астронаути су заменили једну видео-камеру и уклонили антену за комуникацију са Земљом која је престала да ради. |                          |                          |                  |
| 400. | МСС Експедиција 56 | Ендру Фјустел Ричард Арнолд | 14. јун 2018. 13.06      | 14. јун 2018. 19.55      | 6 сати 49 минута |
| 400. | МСС Експедиција 56 | Фјустел и Арнолд током ове шетње уградили су још две камере високе резолуције које ће обезбедити боље снимке током приласка и пристајања капсула са посадом Драгон 2 и CST-100 Starliner. Након тога заменили су још једну камеру на греди МСС, а затим су затворили поклопац на једном од експеримената на екстерној платформи модула Кибо. На крају су уградили пар ручки које ће у будућности олакшати кретање шетача по екстеријеру станице. На крају ове шетње, његове девете у каријери, Фјустел је избио на треће место у историји по кумулативном трајању шетњи - 61 сат и 48 минута. Арнолду је ово била пета шетња (акумулирао је 32 сата и 4 минута). |                          |                          |                  |
| 401. | МСС Експедиција 56 | Олег Артемјев Сергеј Прокопјев | 15. август 2018. 16.17   | 16. август 2018. 00.03   | 7 сати 46 минута |
| 401. | МСС Експедиција 56 | Током ове шетње космонаути су ручно лансирали четири мала сателита, а након тога су на екстеријер једног од руских модула поставили експеримент Икарос. |                          |                          |                  |
| 402. | МСС Експедиција 57 | Олег Кононенко Сергеј Прокопјев | 11. децембар 2018. 15.59 | 11. децембар 2018. 21.44 | 7 сати 45 минута |
| 402. | МСС Експедиција 57 | Кононенко и Прокопјев су током ове шетње детаљно прегледали спољашњост свемирског брода Сојуз МС-09 и на једном делу су уградили термално „ћебе” како не би дошло до варирања температуре унутар борда. Након тога покупили су неколико научних експеримената са спољашњости модула Расвјет, а затим су се упутили назад у станицу. |                          |                          |                  |

#### Шетње свемиром током 2019. г.
| #    | Свемирска летелица | Учесници | Почетак (УТЦ)            | Крај (УТЦ)               | Трајање          |
| 403. | МСС Експедиција 59 | Ен Меклејн Ник Хејг | 22. март 2019. 12.01     | 22. март 2019. 18.40     | 6 сати 39 минута |
| 403. | МСС Експедиција 59 | Меклејн (скафандер са црвеним пругама) и Хејг (скафандер без пруга) су као примарни задатак имали замену старих никл-водоничких батерија новим, литијум-јонским. Пошто су нове батерије доста ефикасније у складиштењу енергије од старих, само три литијум-јонске батерије биле су потребне да би се заменило шест старих. Овим је енергетски канал 4А на сегменту П4 греде МСС прешао на ново напајање. Пошто су овај посао одрадили брже него што је планирано, астронаути су одрадили још неколико ствари - очистили су окно једног механизма за спајање модула Јунити и причврстили анкер за који се везују термални прекривачи на једном од сегмената греде са соларним панелима. Видео |                          |                          |                  |
| 404. | МСС Експедиција 59 | Ник Хејг Кристина Кук | 29. март 2019. 11.42     | 29. март 2019. 18.27     | 6 сати 45 минута |
| 404. | МСС Експедиција 59 | Ник Хејг (скафандер са црвеним пругама) и Кристина Кук (скафандер без пруга) су током ове шетње наставили са послом унапређења енергетског система станице. Као и током претходне шетње, астронаути су шест старих батерија заменили са три нове, али овог пута то је урађено на енергетском каналу 2А сегмента П4 греде станице. Када су то завршили, уклонили су неке од носача старих батерија на месту где су током претходне шетње заменили батерије јер се једна од те три нове батерије није пунила до краја, па је требало роботском руком да се уклони. Уместо ње, враћене су две старе батерије како би тај енергетски канал могао да ради пуним капацитетом. После тога астронаути су одрадили припреме за наредне свемирске шетње које ће имати исти задатак. Ово је била 215. по реду свемирска шетња од почетка изградње Међународне свемирске станице. Видео |                          |                          |                  |
| 405. | МСС Експедиција 59 | Ен Меклејн Дејвид Сен-Жак | 8. април 2019. 11.31     | 8. април 2019. 18.00     | 6 сати 29 минута |
| 405. | МСС Експедиција 59 | Меклејн и Сен-Жак развели су додатне каблове за напајање роботске руке Канадарм2, тако да се она сада може напајати са два различита струјна круга. Након тога развели су додатне каблове за напајање бежичних рутера који ће унапредити бежичну комуникацију на целој станици. Поред тога, развели су и комуникационе каблове који ће се користити за размену података имеђу различитих модула МСС. Видео |                          |                          |                  |
| 406. | МСС Експедиција 59 | Олег Кононенко Алексеј Овчињин | 29. мај 2019. 15.42      | 29. мај 2019. 21.43      | 6 сати 1 минут   |
| 406. | МСС Експедиција 59 | Током ове шетње, Кононенко и Овчињин прво су поставили рукохвате на спољашњост модула руског сегмента станице, како би се у будућности лакше по њему кретали током шетњи. Након тога покупили су експерименте који су били на спољашњости станице, а делове једног од њих одбацили су у свемир јер нису више били потребни. На крају су очистили прозоре модула Поиск. Током припреме за шетњу (слика десно) на скафандерима су залепили честитку за 85. рођендан Алексеја Леонова, првог човека који је шетао свемиром. Видео |                          |                          |                  |
| 407. | МСС Експедиција 60 | Ник Хејг Ендру Морган | 21. август 2019. 12.27   | 21. август 2019. 18.59   | 6 сати 32 минута |
| 407. | МСС Експедиција 60 | Током ове шетње Хејг и Морган завршили су уградњу и опремање међународног адаптера за спајање (енгл. International docking adapter). Овај адаптер користиће се за пристајање америчких свемирских капсула са људском посадом Драгон 2 и CST-100. Астронаути су након тога уградили још каблова који ће омогућити бољу бежичну комуникацију на станици. Видео |                          |                          |                  |
| 408. | МСС Експедиција 61 | Кристина Кук Ендру Морган | 6. октобар 2019. 11.39   | 6. октобар 2019. 18.40   | 7 сати 1 минут   |
| 408. | МСС Експедиција 61 | Кук и Морган су током ове шетње наставили са заменом батерија, овог пута на сегменту П6 греде МСС. Видео |                          |                          |                  |
| 409. | МСС Експедиција 61 | Ендру Морган Кристина Кук | 11. октобар 2019. 11.38  | 11. октобар 2019. 18.23  | 6 сати 45 минута |
| 409. | МСС Експедиција 61 | Током ове шетње астронаути су наставили рад на замени батерија станице. Само пар минута пре него што су изашли из хипобаричне коморе, контрола мисије из Москве јавила је посади станице да је Алексеј Леонов преминуо и да је ова шетња посвећена њему. По завршетку шетње и скидању скафандера, сви астронаути су му одали почаст, а командант станице Лука Пармитано на крају је изјавио: „Збогом Алексеј и ad astra”. Видео |                          |                          |                  |
| 410. | МСС Експедиција 61 | Кристина Кук Џесика Мир | 18. октобар 2019. 11.38  | 18. октобар 2019. 18.55  | 7 сати 17 минута |
| 410. | МСС Експедиција 61 | Кук и Мир су током шетње замениле уређај који контролише пуњење батерија на једном од струјних кола станице, а који је престао да ради након уградње нових литијум-јонских батерија. Уместо њега уградиле су нови, који је стајао ка резерва на палети греде станице, а убрзо након тога контролори са Земље су га даљински активирали и установили да ради. Након тога, астронауткиње су на европском модулу Колумбо. Ово је била прва свемирска шетња у историји у којој су сви учесници били женског пола. За време шетње позвао их је председник Доналд Трамп и честитао им. Видео |                          |                          |                  |
| 411. | МСС Експедиција 61 | Лука Пармитано Ендру Морган | 15. новембар 2019. 11.39 | 15. новембар 2019. 18.18 | 6 сати 39 минута |
| 411. | МСС Експедиција 61 | Пармитано и Морган отпочели су са послом поправке Алфа-магнетског спектрометра, научног инструмента вредног две милијарде долара који је престао да ради. Научници и инжењери су установили да је проблем у расхладном систему инструмента и да је потребно тај систем преправити, иако никада није планирано да се нешто тако уради након уградње на спољашњост МСС. Током ове шетње астронаути су уклонили микрометеоридне прекриваче са инструмента и одбацили их у свемир, а након тога уградили су рукохвате, држаче и осталу опрему која ће им бити потребна током наредних шетњи за поправке инструмента. Видео |                          |                          |                  |
| 412. | МСС Експедиција 61 | Лука Пармитано Ендру Морган | 22. новембар 2019. 12.02 | 22. новембар 2019. 18.35 | 6 сати 33 минута |
| 412. | МСС Експедиција 61 | Пармитано и Морган наставили су са поправком детектора космичких зрака АМС. Видео |                          |                          |                  |
| 413. | МСС Експедиција 61 | Лука Пармитано Ендру Морган | 2. децембар 2019. 12.31  | 2. децембар 2019. 18.33  | 6 сати 2 минута  |
| 413. | МСС Експедиција 61 | Пармитано и Морган завршили су поправке инструмента АМС. Видео |                          |                          |                  |

## Шетње у периоду 2020—2024. г.
Почетак и крај шетње дат је по универзалном времену (УТЦ).

#### Шетње свемиром током 2020. г.
| #    | Свемирска летелица | Учесници | Почетак (УТЦ)            | Крај (УТЦ)               | Трајање          |
| 414. | МСС Експедиција 61 | Кристина Кук Џесика Мир | 15. јануар 2020. 11.35   | 15. јануар 2020. 18.33   | 6 сати 58 минута |
| 414. | МСС Експедиција 61 | Кук и Мир наставиле су са заменом старих батерија станице новим. Видео |                          |                          |                  |
| 415. | МСС Експедиција 61 | Кристина Кук Џесика Мир | 20. јануар 2020. 11.42   | 20. јануар 2020. 18.27   | 6 сати 45 минута |
| 415. | МСС Експедиција 61 | Кук и Мир наставиле су са заменом старих батерија станице новим. На крају ове шетње пренеле су све старе батерије на једну палету која ће касније бити пребачена на јапански теретни брод за снабдевање којим ће бити уклоњене са станице и сагорети при уласку у атмосферу Земље. Видео |                          |                          |                  |
| 416. | МСС Експедиција 61 | Лука Пармитано Ендру Морган | 25. јануар 2020. 12.04   | 25. јануар 2020. 18.20   | 6 сати 16 минута |
| 416. | МСС Експедиција 61 | Пармитано и Морган још једном су отишли до инструмента АМС, где су извршили проверу да ли има цурења на цевима расхладног система који су уградили раније. Испоставило се да на једној цеви долази до цурења. Пармитано је кључем дотегао тај спој и цурење је убрзо престало. Након тога поспремили су место рада, обложили инструмент термалним прекривачима и прогласили да је поправка успешно завршена. Видео |                          |                          |                  |
| 417. | МСС Експедиција 63 | Кристофер Касиди Роберт Бенкен | 26. јун 2020. 11.32      | 26. јун 2020. 17.39      | 6 сати 7 минута  |
| 417. | МСС Експедиција 63 | Бенкен и Касиди уклонили су 5 од 6 никл-водоничних батерија једног од два струјна круга S6 сегмента греде станице. Након тога уградили су две од три нове литијум-јонске батерије као и два адаптера којима се струјни круг прилагођава овим новим батеријама. Видео |                          |                          |                  |
| 418. | МСС Експедиција 63 | Кристофер Касиди Роберт Бенкен | 1. јул 2020. 10.13       | 1. јул 2020. 16.14       | 6 сати 1 минут   |
| 418. | МСС Експедиција 63 | Бенкен и Касиди завршили су посао са батеријама на S6 сегменту греде станице. Видео |                          |                          |                  |
| 419. | МСС Експедиција 63 | Кристофер Касиди Роберт Бенкен | 16. јул 2020. 11.10      | 16. јул 2020. 17.10      | 6 сати           |
| 419. | МСС Експедиција 63 | Бенкен и Касиди наставили су посао са заменом батерија на S6 сегменту греде станице - уклонили су 6 старих и уградили 3 нове батерије другог струјног круга. Видео |                          |                          |                  |
| 420. | МСС Експедиција 63 | Кристофер Касиди Роберт Бенкен | 21. јул 2020. 11.12      | 21. јул 2020. 16.41      | 5 сати 29 минута |
| 420. | МСС Експедиција 63 | Бенкен и Касиди скупили су разну опрему и алат коју су користили током претходних неколико излазака у отворени свемир. Након тога уградили су платформу за експеримент, а затим су провукли неколико етернет каблова и уклонили филтер са једне од екстерних камера станице. Видео |                          |                          |                  |
| 421. | МСС Експедиција 64 | Сергеј Рижиков Сергеј Куд-Сверчов | 18. новембар 2020. 15.12 | 18. новембар 2020. 21.59 | 6 сати 47 минута |
| 421. | МСС Експедиција 64 | Космонаути су припремили модул Пирс за одвајање од станице. Видео |                          |                          |                  |

#### Шетње свемиром током 2021. г.
| #    | Свемирска летелица | Учесници | Почетак (УТЦ)             | Крај (УТЦ)                | Трајање          |
| 422. | МСС Експедиција 64 | Мајкл Хопкинс Виктор Гловер | 27. јануар 2021. 11.28    | 27. јануар 2021. 18.24    | 6 сати 56 минута |
| 422. | МСС Експедиција 64 | Хопкинс и Гловер уградили су палету за екперименте Бартоломео на европску лабораторију Коломбо, али нису успели да повежу све каблове за напајање, тако да су два од укупно шест каблова остављени за повезивање током неке наредне шетње. Видео |                           |                           |                  |
| 423. | МСС Експедиција 64 | Мајкл Хопкинс Виктор Гловер | 1. фебруар 2021. 12.56    | 1. фебруар 2021. 18.16    | 5 сати 20 минута |
| 423. | МСС Експедиција 64 | Хопкинс и Гловер заменили су батерије које складиште енергију генерисану соларним панелима, а након тога заменили су неколико старих камера на спољашњости станице новим. Видео                                                                  |                           |                           |                  |
| 424. | МСС Експедиција 64 | Кетлин Рубинс Виктор Гловер | 28. фебруар 2021. 11.12   | 28. фебруар 2021. 18.33   | 7 сати 4 минута  |
| 424. | МСС Експедиција 64 | Рубинс и Гловер припремали су греду станице за уградњу нових соларних панела. Видео |                           |                           |                  |
| 425. | МСС Експедиција 64 | Кетлин Рубинс Соичи Ногучи | 5. март 2021. 11.37       | 5. март 2021. 18.33       | 6 сати 56 минута |
| 425. | МСС Експедиција 64 | Рубинс и Ногучи наставили су радове од претходне шетње као припрему за уградњу нових панела. Видео |                           |                           |                  |
| 426. | МСС Експедиција 64 | Мајкл Хопкинс Виктор Гловер | 13. март 2021. 13.14      | 13. март 2021. 20.01      | 6 сати 47 минута |
| 426. | МСС Експедиција 64 | Хопкинс и Гловер одрадили су редован сервис расхладног и комуникационог система МСС. Видео |                           |                           |                  |
| 427. | МСС Експедиција 65 | Олег Новицки Петар Дубров | 2. јун 2021. 05.53        | 2. јун 2021. 13.12        | 7 сати 19 минута |
| 427. | МСС Експедиција 65 | Први излазак у отворени свемир за оба космонаута. Радили су на уклањању опреме са модула Пирс који ће бити одвојен од станице као припрема за нови модул Наука. Видео                                                                            |                           |                           |                  |
| 428. | МСС Експедиција 65 | Роберт Кимбро Тома Песке | 16. јун 2021. 12.11       | 16. јун 2021. 19.26       | 7 сати 15 минута |
| 428. | МСС Експедиција 65 | Кимбро и Песке започели су уградњу нових соларних панела ISS Roll Out Solar Arrays (IROSA). Видео |                           |                           |                  |
| 429. | МСС Експедиција 65 | Роберт Кимбро Тома Песке | 20. јун 2021. 11.42       | 20. јун 2021. 18.10       | 6 сати 28 минута |
| 429. | МСС Експедиција 65 | Кимбро и Песке наставили су уградњу нових соларних панела. Видео |                           |                           |                  |
| 430. | МСС Експедиција 65 | Роберт Кимбро Тома Песке | 25. јун 2021. 11.52       | 25. јун 2021. 18.37       | 6 сати 45 минута |
| 430. | МСС Експедиција 65 | Кимбро и Песке уградили су други сет нових соларних панела. Видео |                           |                           |                  |
| 431. | Тјенгонг Шенџу 12  | Лу Боминг Танг Хонгбо | 4. јул 2021. 00.11        | 4. јул 2021. 06.57        | 6 сати 46 минута |
| 431. | Тјенгонг Шенџу 12  | Тајконаути су тестирали нова свемирска одела, уградили камере, рукохвате и друге елементе који ће помоћи у спровођењу будућих шетњи на кинеској станици.                                                                                         |                           |                           |                  |
| 432. | Тјенгонг Шенџу 12  | Ни Хаишенг Танг Хонгбо | 20. август 2021. 00.38    | 20. август 2021. 06.33    | 5 сати 55 минута |
| 432. | Тјенгонг Шенџу 12  | Тајконаути су наставили са опремањем екстеријера станице. Уградили су панорамску камеру и пумпну јединицу која ће помагати при спровођењу шетњи.                                                                                                 |                           |                           |                  |
| 433. | МСС Експедиција 65 | Олег Новицки Петар Дубров | 3. септембар 2021. 14.41  | 3. септембар 2021. 22.35  | 7 сати 54 минута |
| 433. | МСС Експедиција 65 | Интеграција новог руског модула Наука са постојећим системима МСС. Видео |                           |                           |                  |
| 434. | МСС Експедиција 65 | Олег Новицки Петар Дубров | 9. септембар 2021. 14.51  | 9. септембар 2021. 22.16  | 7 сати 25 минута |
| 434. | МСС Експедиција 65 | Наставак интеграције новог руског модула Наука са постојећим системима МСС. Видео |                           |                           |                  |
| 435. | МСС Експедиција 65 | Акихико Хошиде Тома Песке | 12. септембар 2021. 12.15 | 12. септембар 2021. 19.09 | 6 сати 54 минута |
| 435. | МСС Експедиција 65 | Хошиде и Песке одрадили су припрему за уградњу још једног сета соларних панела. Видео |                           |                           |                  |
| 436. | Тјенгонг Шенџу 13  | Жаи Жиганг Ванг Јапинг | 7. новембар 2021. 10.51   | 7. новембар 2021. 17.16   | 6 сати 25 минута |
| 436. | Тјенгонг Шенџу 13  | Ванг је постала прва кинекиња која је учествовала у свемирској шетњи. Тајконаути су током шетње уградили додатну опрему на роботску руку станице као и друге успутне радње. Спровели су и разне тестове опреме.                                  |                           |                           |                  |
| 437. | МСС Експедиција 66 | Томас Маршбурн Кејла Барон | 2. децембар 2021. 11.15   | 2. децембар 2021. 17.47   | 6 сати 32 минута |
| 437. | МСС Експедиција 66 | Астронаути су спровели шетњу како би заменили подсклоп једне од главних антена која служи за комуникацију са Земљом. Видео |                           |                           |                  |
| 438. | Тјенгонг Шенџу 13  | Жаи Жиганг Је Гуангфу | 26. децембар 2021. 10.44  | 26. децембар 2021. 16.55  | 6 сати 11 минута |
| 438. | Тјенгонг Шенџу 13  | Тајконаути су поставили више рукохвата за лакше кретање по станици током шетњи. Након тога поставили су још једну панорамску камеру и спровели више тестова опреме која ће се користити у будућим шетњама.                                       |                           |                           |                  |

#### Шетње свемиром током 2022. г.
| #    | Свемирска летелица | Учесници | Почетак (УТЦ)          | Крај (УТЦ)             | Трајање          |
| 439. | МСС Експедиција 66 | Антон Шкаплеров Петар Дубров | 19. јануар 2022. 12.17 | 19. јануар 2022. 19.28 | 7 сати 11 минута |
| 439. | МСС Експедиција 66 | Космонаути су током шетње опремили новопристигли руски модул Причал за пристајање свемирских летелица. Ово је прва од планираних 6 шетњи током године за потпуно опремање модула Наука и Причал. Видео |                        |                        |                  |
| 440. | МСС Експедиција 66 | Раџа Чари Кејла Берон | 15. март 2022. 12.11   | 15. март 2022. 19.06   | 6 сати 54 минута |
| 440. | МСС Експедиција 66 | Прва шетња свемиром везана за уградњу нових IROSA соларних панела. |                        |                        |                  |
| 441. | МСС Експедиција 66 | Раџа Чари Матијас Маурер | 23. март 2022. 12.32   | 23. март 2022. 19.26   | 6 сати 54 минута |
| 441. | МСС Експедиција 66 | Астронаути се су бавили полагањем каблова и многим другим задацима на неколико модула станице. |                        |                        |                  |
| 442. | МСС Експедиција 67 | Олег Артемјев Денис Матвејев | 18. април 2022. 15.01  | 18. април 2022. 21.37  | 6 сати 37 минута |
| 442. | МСС Експедиција 67 | Трећа у низу шетњи везаних за интеграцију нових модула Наука и Причал са остатком станице. |                        |                        |                  |
| 443. | МСС Експедиција 67 | Олег Артемјев Денис Матвејев | 28. април 2022. 14.58  | 28. април 2022. 22.40  | 7 сати 42 минута |
| 443. | МСС Експедиција 67 | Четврта у низу шетњи везаних за интеграцију нових модула Наука и Причал са остатком станице. Током шетње, Артемјев је склонио и привезао кабл који се током једне од претходних шетњи ослободио и сметао антени за комуникацију пристајућих летелица Сојуз и Прогрес. |                        |                        |                  |
| 444. | МСС Експедиција 67 | Олег Артемјев Саманта Кристофорети | 21. јул 2022. 14.50    | 21. јул 2022. 21.55    | 7 сати 5 минута  |
| 444. | МСС Експедиција 67 | Петау низу шетњи везаних за интеграцију нових модула Наука и Причал са остатком станице. Током шетње одрађен је и део посла око интеграције Европске роботске руке лоциране на модулу Наука. Саманта је постала прва жена астронаут из Европе која је спровела излазак у отворени свемир и тек трећа жена која је то учинила у руским Орлан скафандерима. Пре ње то су учиниле само рускиња Светлана Савицка и американка Пеги Витсон. |                        |                        |                  |